# Rongcheng
Rongcheng léase Rong-Chéng (en chino:荣成市, pinyin:Róngchéng shì, lit: ciudad honor) es un municipio bajo la administración directa de la ciudad-prefectura de Weihai. Se ubica al norte de la provincia de Shandong, este de la República Popular China. Su área es de 1392 km² y su población total para 2010 fue +600 mil habitantes.

## Administración
El municipio de Rongcheng se divide en 22 pueblos que se administran en 12 subdistritos y 10 poblados.